# Quận 10
Quận 10 (Nederlands: District 10) is een van de negentien quận van Ho Chi Minhstad. Quận 10 ligt in het centrum van Ho Chi Minhstad aan de westelijke oever van de Sài Gòn.

## Bestuurlijke eenheden
Quận 10 is onderverdeeld in meerdere bestuurlijke eenheden. Wat opvalt, is dat de Phường genummerd zijn van één tot en met vijftien.
- Phường 1
- Phường 2
- Phường 3
- Phường 4
- Phường 5
- Phường 6
- Phường 7
- Phường 8
- Phường 9
- Phường 10
- Phường 11
- Phường 12
- Phường 13
- Phường 14
- Phường 15